# Dragaš (priimek)
Dragaš je priimek v Sloveniji, ki ga je po podatkih Statističnega urada Republike Slovenije na dan 1. januarja 2010 uporabljalo 59 oseb in je med vsemi priimki po pogostosti uporabe uvrščen na 6.686. mesto.

## Znani slovenski nosilci priimka
- Ana Zlata Dragaš (1931–2022), medicinska mikrobiologinja, prof. MF UL
- Bogo(ljub) Dragaš (1892–1970), zdravnik pediater, higienik-epidemiolog
- Saša Dragaš z umetniškim imenom "Saša Vrtnar", pop-pevec in igralec
- Špela Dragaš (*1970), slovensko-italijanska trenerka in sodnica ritmične gimnastike
- Tara Dragaš (*2007), italijanska ritmična gimnastičarka slovenskega rodu
- Zdenka Lindič Dragaš (1957–2024), novinarka

## Znani tuji nosilci priimka
- Helena (Jelena) Dragaš (~1372–1450), soproga bizantinskega cesarja Manuela II. Paleologa in mati zadnjih dveh bizantinskih cesarjev, Ivana VIII. Paleologa in Konstantina XI. Paleologa, pravoslavna svetnica
- Konstantin Dragaš Dejanović (pred 1355–1395), srbski plemič in vladar
- Nikola Dragaš (*1944), jugoslovanski (hrvaški) kegljač